# Isabelle de Médicis
Isabelle Romola de Médicis, née le 31 août 1542 à Florence et morte assassinée le 16 juillet 1576 à Cerreto Guidi, est la fille de Cosme Ier de Toscane et d'Éléonore de Tolède. Elle est la sœur de François Ier de Médicis.

## Biographie
Isabella Romola de Medici, née à Florence, est la fille de Cosme Ier de Toscane (de Médicis), premier grand-duc de Toscane et d'Éléonore de Tolède. 

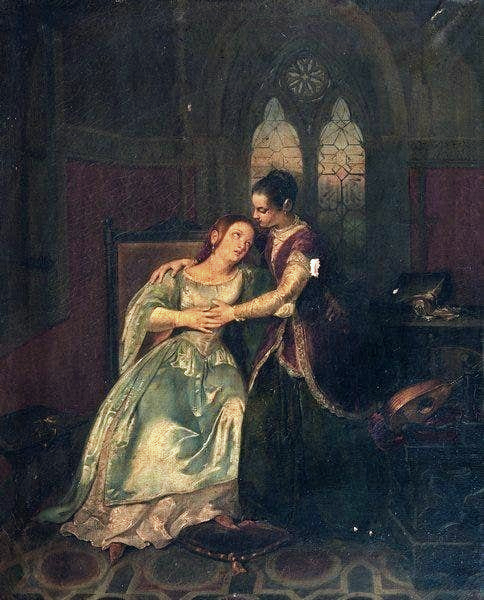
Isabelle de Médicis par Vincenzo Petrocelli

Élevée d'abord au Palazzo Vecchio puis à la villa Castello, elle reçoit une éducation humaniste ainsi que ses frères et sœurs, parmi lesquels le futur François, qui succède à son père comme grand-duc de Toscane. 
En 1558, pour des raisons politiques, le père d'Isabella arrange son mariage avec Paolo-Giordano Ier Orsini de la puissante famille romaine des Orsini. 
Après son mariage, Isabella demeure dans la maison paternelle, y conservant un degré inhabituel d'indépendance pour une femme de son époque. 
Après la mort de son père, Isabella est assassinée avec la complicité de son mari et probablement de son frère François, le nouveau grand-duc, dans la villa di Cerreto Guidi, près de Florence, selon toute vraisemblance en représailles à sa relation adultère avec le cousin de Paolo Giordano, Troilo Orsini,  lui-même assassiné quelques mois plus tard à Paris. Cinq jours avant la mort d'Isabella, sa belle-sœur et amie Leonora de Tolède est également assassinée par son mari Pierre pour adultère.
Isabella a été inhumée dans une tombe anonyme de la basilique San Lorenzo.

## Bande dessinée historique
- Olivier Peru et Erion Campanella Ardisha, Isabelle - Du baiser au poignard, tome 5 de la série Médicis, Soleil Productions, 2018.

## Sources externes
- Arte-TV: Crimes à la cour des Médicis :